# Muhammad Ali
|  | Denne artikel omhandler den amerikanske bokser. Se Muhammad Ali Pasha for opslag om Egyptens 1800-tals-vicekonge og reformator. |
Muhammad Ali (født 17. januar 1942 i Louisville, Kentucky som Cassius Marcellus Clay jr., død 3. juni 2016 i Scottsdale, Arizona) var en amerikansk professionel bokser, som tre gange var verdensmester i sværvægt. Ali, der selv omtalte sig som "the Greatest", bliver også af mange andre regnet som en af tidernes største boksere. Han boksede i alt 61 kampe som professionel, hvoraf han vandt de 56, og forsvarede sværvægtstitlen i alt 19 gange. Samtidig blev han med en karismatisk personlighed og et vedvarende samfundsmæssigt engagement et symbol på afrikansk-amerikanernes borgerrettighedskamp både i og udenfor ringen.

## Karriere
Muhammad Ali blev født i 1942 i Kentucky og navngivet Cassius Marcellus Clay efter sin far, der igen var opkaldt efter sydstatspolitikeren og plantageejeren Cassius Marcellus Clay, der, på trods af, at han selv var slaveejer, var kendt som en ivrig modstander af slaveriet.

### 1960'erne
Cassius Clay jr. begyndte at bokse som 12-årig. Hans gennembrud som bokser kom, da han som 18-årig vandt guldmedalje i letsværvægt under Sommer-OL 1960 i Rom og derefter blev professionel. Den 25. februar 1964 vandt han VM-titlen i sværvægt ved at besejre Sonny Liston på teknisk knockout efter 6. omgang, hvor Liston ellers havde været favorit med oddsene syv mod én. Her proklamerede Clay i bokseringen efter sejren:"I am the greatest! I am the greatest! I'm the king of the world."
Omkring samme tidspunkt konverterede han til islam og tilsluttede sig den amerikanske organisation Nation of Islam. Han skiftede derpå navn til Muhammad Ali med begrundelsen, at hans tidligere navn var et slavenavn, som han ikke havde valgt, og som han ikke ønskede, mens hans nye navn var et frit navn, som betød "elsket af Gud".
I 1967 afviste han af religiøse grunde at aftjene sin værnepligt i Vietnamkrigen. Det førte til, at han fik frataget sin bokselicens, mistede sin titel som verdensmester og i første omgang blev idømt fem års fængsel. Han forblev dog på fri fod, mens sagen blev appelleret, men kunne hverken bokse eller forlade landet. Efter fire år nåede sagen den amerikanske Højesteret, som i juni 1971 omstødte dommen og frikendte Ali.

### The fight of the century
Derefter kunne han genoptage sin professionelle boksekarriere. I 1971 mødte han som udfordrer den siddende verdensmester Joe Frazier i Madison Square Garden i en dyst, der traditionelt betegnes "The fight of the century". Frazier vandt her 9-6 på point. Det var Alis første nederlag som professionel bokser. I 1974 vandt han i en ny kamp mod Frazier, efter at denne havde mistet sin titel. Med denne sejr blev Ali den fremmeste udfordrer til George Foreman, der nu var siddende verdensmester.

### The Rumble in the Jungle
Ali og Foreman mødtes derpå i en anden af Alis mest berømte kampe, kendt som "The Rumble in the Jungle", som blev arrangeret i Zaïre i oktober 1974. Ali var udfordreren og vandt på knockout i ottende runde.

### Thrilla in Manilla
I 1975 kæmpede Ali sin tredje og sidste kamp mod Joe Frazier, kendt som "Thrilla in Manilla", som betragtes som en af de bedste boksekampe nogensinde. Ali vandt kampen i en teknisk knock-out i 15. runde.

### Afslutning på karrieren
Ali forsvarede sin titel med succes indtil 1978, hvor han blev slået af en ung Leon Spinks, men genvandt titlen i returkampen samme år. Ali annoncerede i 1979, at han trak sig tilbage fra boksningen. Imidlertid forsøgte han alligevel et comeback i 1980 mod den regerende verdensmester Larry Holmes i et forsøg på at vinde VM-titlen for fjerde gang. Kampen blev dog afgjort i Holmes' favør. Efter endnu et nederlag i 1981 til Trevor Berbick trak Ali sig tilbage fra boksningen for alvor. Hans samlede kampstatistik lyder på 56 sejre, hvoraf 37 var på knockout, og fem nederlag.
Året efter blev Ali diagnosticeret med Parkinsons sygdom. Han kom til at kæmpe med sygdommen de næste 32 år, indtil den til sidst forårsagede hans død.
Efter at hans professionelle karriere var slut, kastede Muhammad Ali sig over en række humanitære gøremål. Han foretog talrige rejser over hele kloden og mødtes bl.a. med politikere, kongelige og Paven.
I 1996 antændte han den olympiske flamme ved de olympiske lege i Atlanta, hvor han på grund af sin sygdom måtte løfte faklen med rystende arme.

### Død
Muhammed Ali døde i 2016, og til hans begravelse mødte angiveligt 500.000 mennesker op til begravelsesprocessionen. Ved begravelsesceremonien talte bl.a. USA's tidligere præsident Bill Clinton, der beskrev Ali som "den universelle kriger for en fælles menneskehed."

## Boksestil
Muhammad Ali tilførte boksesporten en hidtil ukendt hurtighed og dansende elegance. Han var hurtig, elegant og let til bens og i stand til løbende at ændre boksestil og taktik. Han var ikke en udpræget puncher, men kunne både bokse kontra og bokse offensivt. Efter eget udsagn "dansede han som en sommerfugl og stak som en bi." Af mange opfattes han som den største bokser eller endda den største sportsmand nogensinde.

## Eftermæle
Mange faktorer spiller ind, som har ført til anerkendelse af Muhammad Ali som en af de allerstørste indenfor boksesporten gennem tiderne. Udover hans præstationer i ringen, der omfatter nogle af de mest berømte kampe i historien, var hans aktiviteter udenfor ringen medvirkende til at ophøje ham til "the Greatest" i manges øjne. Hans eftermæle blev også hans nej til at deltage i Vietnamkrigen, hans vedvarende arbejde for sortes rettigheder og en lang række uforglemmelige citater. Han udnyttede sit sportslige talent og sin popularitet til at ytre sig om bl.a. politiske sager, og han var samtidig en karismatisk person med gode talegaver. Dermed blev han både i og udenfor ringen et symbol på afrikansk-amerikanernes borgerrettighedskamp.

## Professionelle boksekampe
| 56 sejre (37 knockouts, 19 på point), 5 nederlag (4 på point, 1 KO) |          |        |                     |      |               |            |                   |                                                          | |
| No.                                                                 | Res.     | Record | Modstander          | Type | Rd., Tid      | Dato       | Alder             | Lokation                                                 | Noter |
| 61                                                                  | Nederlag | 56–5   | Trevor Berbick      | UD   | 10            | 1981-12-11 | 39 år og 328 dage | Nassau, Bahamas                                          | "Drama in the Bahamas"                                                                                      |
| 60                                                                  | Nederlag | 56–4   | Larry Holmes        | TKO  | 10 (15)       | 1980-10-02 | 38 år og 259 dage | Las Vegas, NV                                            | Tabte The Ring & Lineal Sværvægt titler. For WBC World Sværvægt titel.                                      |
| 59                                                                  | Sejr     | 56–3   | Leon Spinks         | UD   | 15            | 1978-09-15 | 36 år og 241 dage | New Orleans, LA                                          | Vandt WBA, The Ring & Lineal Sværvægt titler; Vacated WBA titel on 1979-09-06.                              |
| 58                                                                  | Nederlag | 55–3   | Leon Spinks         | SD   | 15            | 1978-02-15 | 36 år og 29 dage  | Las Vegas, NV                                            | Tabte WBC, WBA, The Ring & Lineal Sværvægt titler.                                                          |
| 57                                                                  | Sejr     | 55–2   | Earnie Shavers      | UD   | 15            | 1977-09-29 | 35 år og 255 dage | New York, N.Y.                                           | Beholdt WBC, WBA, The Ring & Lineal Sværvægt titler.                                                        |
| 56                                                                  | Sejr     | 54–2   | Alfredo Evangelista | UD   | 15            | 1977-05-16 | 35 år og 119 dage | Landover, MD                                             | Beholdt WBC, WBA, The Ring & Lineal Sværvægt titler.                                                        |
| 55                                                                  | Sejr     | 53–2   | Ken Norton          | UD   | 15            | 1976-09-28 | 34 år og 255 dage | The Bronx, N.Y.                                          | Beholdt WBC, WBA, The Ring & Lineal Sværvægt titler.                                                        |
| 54                                                                  | Sejr     | 52–2   | Richard Dunn        | TKO  | 5 (15)        | 1976-05-24 | 34 år og 128 dage | München, Vesttyskland                                    | Beholdt WBC, WBA, The Ring & Lineal Sværvægt titler.                                                        |
| 53                                                                  | Sejr     | 51–2   | Jimmy Young         | UD   | 15            | 1976-04-30 | 34 år og 104 dage | Landover, MD                                             | Beholdt WBC, WBA, The Ring & Lineal Sværvægt titler.                                                        |
| 52                                                                  | Sejr     | 50–2   | Jean-Pierre Coopman | KO   | 5 (15)        | 1976-02-20 | 34 år og 34 dage  | San Juan, Puerto Rico                                    | Beholdt WBC, WBA, The Ring & Lineal Sværvægt titler.                                                        |
| 51                                                                  | Sejr     | 49–2   | Joe Frazier         | TKO  | 14 (15), 0:59 | 1975-10-01 | 33 år og 257 dage | Quezon City, Philippines                                 | "Thrilla in Manila"; Beholdt WBC, WBA The Ring & Lineal Sværvægt titler.                                    |
| 50                                                                  | Sejr     | 48–2   | Joe Bugner          | UD   | 15            | 1975-06-30 | 33 år og 164 dage | Kuala Lumpur, Malaysia                                   | Beholdt WBC, WBA, The Ring & Lineal Sværvægt titler.                                                        |
| 49                                                                  | Sejr     | 47–2   | Ron Lyle            | TKO  | 11 (15)       | 1975-05-16 | 33 år og 119 dage | Las Vegas, NV                                            | Beholdt WBC, WBA, The Ring & Lineal Sværvægt titler.                                                        |
| 48                                                                  | Sejr     | 46–2   | Chuck Wepner        | TKO  | 15 (15), 2:41 | 1975-03-24 | 33 år og 66 dage  | Richfield, OH                                            | Beholdt WBC, WBA, The Ring & Lineal Sværvægt titler.                                                        |
| 47                                                                  | Sejr     | 45–2   | George Foreman      | KO   | 8 (15), 2:58  | 1974-10-30 | 32 år og 286 dage | Kinshasa, Zaire                                          | "The Rumble in the Jungle"; Vandt WBC, WBA, The Ring & Lineal Sværvægt titler.                              |
| 46                                                                  | Sejr     | 44–2   | Joe Frazier         | UD   | 12            | 1974-01-28 | 32 år og 11 dage  | New York, N.Y.                                           | "Ali-Frazier II". Beholdt NABF Sværvægt titel, vacated later in 1974.                                       |
| 45                                                                  | Sejr     | 43–2   | Rudie Lubbers       | UD   | 12            | 1973-10-20 | 31 år og 276 dage | Jakarta, Indonesia                                       | |
| 44                                                                  | Sejr     | 42–2   | Ken Norton          | SD   | 12            | 1973-09-10 | 31 år og 236 dage | Inglewood, CA                                            | Vandt NABF Sværvægt titel.                                                                                  |
| 43                                                                  | Nederlag | 41–2   | Ken Norton          | SD   | 12            | 1973-03-31 | 31 år og 73 dage  | San Diego, CA                                            | Tabte NABF Sværvægt titel.                                                                                  |
| 42                                                                  | Sejr     | 41–1   | Joe Bugner          | UD   | 12            | 1973-02-14 | 31 år og 28 dage  | Las Vegas, NV                                            | |
| 41                                                                  | Sejr     | 40–1   | Bob Foster          | KO   | 8 (12), 0:40  | 1972-11-21 | 30 år og 309 dage | Stateline, NV                                            | Beholdt NABF Sværvægt titel.                                                                                |
| 40                                                                  | Sejr     | 39–1   | Floyd Patterson     | TKO  | 7 (12)        | 1972-09-20 | 30 år og 247 dage | New York, N.Y.                                           | Beholdt NABF Sværvægt titel.                                                                                |
| 39                                                                  | Sejr     | 38–1   | Alvin Lewis         | TKO  | 11 (12), 1:15 | 1972-07-19 | 30 år og 184 dage | Dublin, Ireland                                          | |
| 38                                                                  | Sejr     | 37–1   | Jerry Quarry        | TKO  | 7 (12), 0:19  | 1972-06-27 | 30 år og 162 dage | Las Vegas, NV                                            | Beholdt NABF Sværvægt titel.                                                                                |
| 37                                                                  | Sejr     | 36–1   | George Chuvalo      | UD   | 12            | 1972-05-01 | 30 år og 105 dage | Vancouver, Canada                                        | Beholdt NABF Sværvægt titel.                                                                                |
| 36                                                                  | Sejr     | 35–1   | Mac Foster          | UD   | 15            | 1972-04-01 | 30 år og 75 dage  | Tokyo, Japan                                             | |
| 35                                                                  | Sejr     | 34–1   | Jürgen Blin         | KO   | 7 (12), 2:12  | 1971-12-26 | 29 år og 343 dage | Zurich, Switzerland                                      | |
| 34                                                                  | Sejr     | 33–1   | Buster Mathis       | UD   | 12            | 1971-11-17 | 29 år og 304 dage | Houston, TX                                              | Beholdt NABF Sværvægt titel.                                                                                |
| 33                                                                  | Sejr     | 32–1   | Jimmy Ellis         | TKO  | 12 (12), 2:10 | 1971-07-26 | 29 år og 190 dage | Houston, TX                                              | Vandt vacant NABF Sværvægt titel.                                                                           |
| 32                                                                  | Nederlag | 31–1   | Joe Frazier         | UD   | 15            | 1971-03-08 | 29 år og 50 dage  | New York, N.Y.                                           | "The Fight of the Century"; Tabte The Ring & Lineal Sværvægt titler. For WBA & WBC World Sværvægt titler.   |
| 31                                                                  | Sejr     | 31–0   | Oscar Bonavena      | TKO  | 15 (15), 2:03 | 1970-12-07 | 28 år og 324 dage | New York, N.Y.                                           | Beholdt The Ring & Lineal Sværvægt titler.                                                                  |
| 30                                                                  | Sejr     | 30–0   | Jerry Quarry        | TKO  | 3 (15)        | 1970-10-26 | 28 år og 282 dage | Atlanta, GA                                              | Beholdt The Ring & Lineal Sværvægt titler.                                                                  |
| Udelukkelse                                                         |          |        |                     |      |               |            |                   |                                                          | |
| 29                                                                  | Sejr     | 29–0   | Zora Folley         | KO   | 7 (15), 1:48  | 1967-03-22 | 25 år og 64 dage  | New York, N.Y.                                           | Beholdt WBC, WBA, The Ring & Lineal Sværvægt titler; Stripped of titler on April 28, 1967.                  |
| 28                                                                  | Sejr     | 28–0   | Ernie Terrell       | UD   | 15 (15)       | 1967-02-06 | 25 år og 20 dage  | Houston, TX                                              | Beholdt WBC, The Ring & Lineal Sværvægt titler. Vandt WBA titel.                                            |
| 27                                                                  | Sejr     | 27–0   | Cleveland Williams  | TKO  | 3 (15)        | 1966-11-14 | 24 år og 301 dage | Houston, TX                                              | Beholdt WBC, The Ring & Lineal Sværvægt titler.                                                             |
| 26                                                                  | Sejr     | 26–0   | Karl Mildenberger   | TKO  | 12 (15)       | 1966-09-10 | 24 år og 236 dage | Skabelon:Lande data West Germany Frankfurt, West Germany | Beholdt WBC, The Ring & Lineal Sværvægt titler.                                                             |
| 25                                                                  | Sejr     | 25–0   | Brian London        | KO   | 3 (15)        | 1966-08-06 | 24 år og 201 dage | London, U.K.                                             | Beholdt WBC, The Ring & Lineal Sværvægt titler.                                                             |
| 24                                                                  | Sejr     | 24–0   | Henry Cooper        | TKO  | 6 (15), 1:38  | 1966-05-21 | 24 år og 124 dage | London, U.K.                                             | Beholdt WBC, The Ring & Lineal Sværvægt titler.                                                             |
| 23                                                                  | Sejr     | 23–0   | George Chuvalo      | UD   | 15            | 1966-03-29 | 24 år og 71 dage  | Toronto, Canada                                          | Beholdt WBC, The Ring & Lineal Sværvægt titler.                                                             |
| 22                                                                  | Sejr     | 22–0   | Floyd Patterson     | TKO  | 12 (15), 2:18 | 1965-11-22 | 23 år og 309 dage | Las Vegas, NV                                            | Beholdt WBC, The Ring & Lineal Sværvægt titler.                                                             |
| 21                                                                  | Sejr     | 21–0   | Sonny Liston        | KO   | 1 (15), 2:12  | 1965-05-25 | 23 år og 128 dage | Lewiston, ME                                             | "Ali vs. Liston (II)" Beholdt WBC, The Ring & Lineal Sværvægt titler.                                       |
| 20                                                                  | Sejr     | 20–0   | Sonny Liston        | TKO  | 7 (15)        | 1964-02-25 | 22 år og 39 dage  | Miami Beach, FL                                          | "Clay Liston I", Vandt WBA, WBC, The Ring & Lineal Sværvægt titler; Stripped of WBA titel on June 19, 1964. |
| 19                                                                  | Sejr     | 19–0   | Henry Cooper        | TKO  | 5 (10), 2:15  | 1963-06-18 | 21 år og 152 dage | London, U.K.                                             | |
| 18                                                                  | Sejr     | 18–0   | Doug Jones          | UD   | 10            | 1963-03-13 | 21 år og 55 dage  | New York, N.Y.                                           | |
| 17                                                                  | Sejr     | 17–0   | Charlie Powell      | KO   | 3 (10), 2:04  | 1963-01-24 | 21 år og 7 dage   | Pittsburgh, PA                                           | |
| 16                                                                  | Sejr     | 16–0   | Archie Moore        | TKO  | 4 (10), 1:35  | 1962-11-15 | 20 år og 302 dage | Los Angeles, CA                                          | |
| 15                                                                  | Sejr     | 15–0   | Alejandro Lavorante | KO   | 5 (10), 1:48  | 1962-07-20 | 20 år og 184 dage | Los Angeles, CA                                          | |
| 14                                                                  | Sejr     | 14–0   | Billy Daniels       | TKO  | 7 (10), 2:21  | 1962-05-19 | 20 år og 122 dage | New York, N.Y.                                           | |
| 13                                                                  | Sejr     | 13–0   | George Logan        | TKO  | 4 (10), 1:34  | 1962-04-23 | 20 år og 96 dage  | New York, N.Y.                                           | |
| 12                                                                  | Sejr     | 12–0   | Don Warner          | TKO  | 4 (10), 0:34  | 1962-03-28 | 20 år og 70 dage  | Miami Beach, FL                                          | |
| 11                                                                  | Sejr     | 11–0   | Sonny Banks         | TKO  | 4 (10), 0:26  | 1962-2-10  | 20 år og 24 dage  | New York, N.Y.                                           | |
| 10                                                                  | Sejr     | 10–0   | Willi Besmanoff     | TKO  | 7 (10), 1:55  | 1961-11-29 | 19 år og 316 dage | Louisville, KY                                           | |
| 9                                                                   | Sejr     | 9–0    | Alex Miteff         | TKO  | 6 (10), 1:45  | 1961-10-7  | 19 år og 263 dage | Louisville, KY                                           | |
| 8                                                                   | Sejr     | 8–0    | Alonzo Johnson      | UD   | (10)          | 1961-7-22  | 19 år og 186 dage | Louisville, KY                                           | |
| 7                                                                   | Sejr     | 7–0    | Duke Sabedong       | UD   | 10            | 1961-6-26  | 19 år og 160 dage | Las Vegas, NV                                            | |
| 6                                                                   | Sejr     | 6–0    | LaMar Clark         | KO   | 2 (10), 1:27  | 1961-4-19  | 19 år og 92 dage  | Louisville, KY                                           | |
| 5                                                                   | Sejr     | 5–0    | Donnie Fleeman      | TKO  | 7 (8)         | 1961-2-21  | 19 år og 35 dage  | Miami Beach, FL                                          | |
| 4                                                                   | Sejr     | 4–0    | Jim Robinson        | KO   | 1 (8), 1:34   | 1961-2-17  | 19 år og 21 dage  | Miami Beach, FL                                          | |
| 3                                                                   | Sejr     | 3–0    | Tony Esperti        | TKO  | 3 (8), 1:30   | 1961-1-17  | 19 år og 0 dage   | Miami Beach, FL                                          | |
| 2                                                                   | Sejr     | 2–0    | Herb Siler          | KO   | 4 (8)         | 1960-12-27 | 18 år og 345 dage | Miami Beach, FL                                          | |
| 1                                                                   | Sejr     | 1–0    | Tunney Hunsaker     | UD   | 6 (6)         | 1960-10-29 | 18 år og 286 dage | Louisville, KY                                           | |